# ヘノベサ島

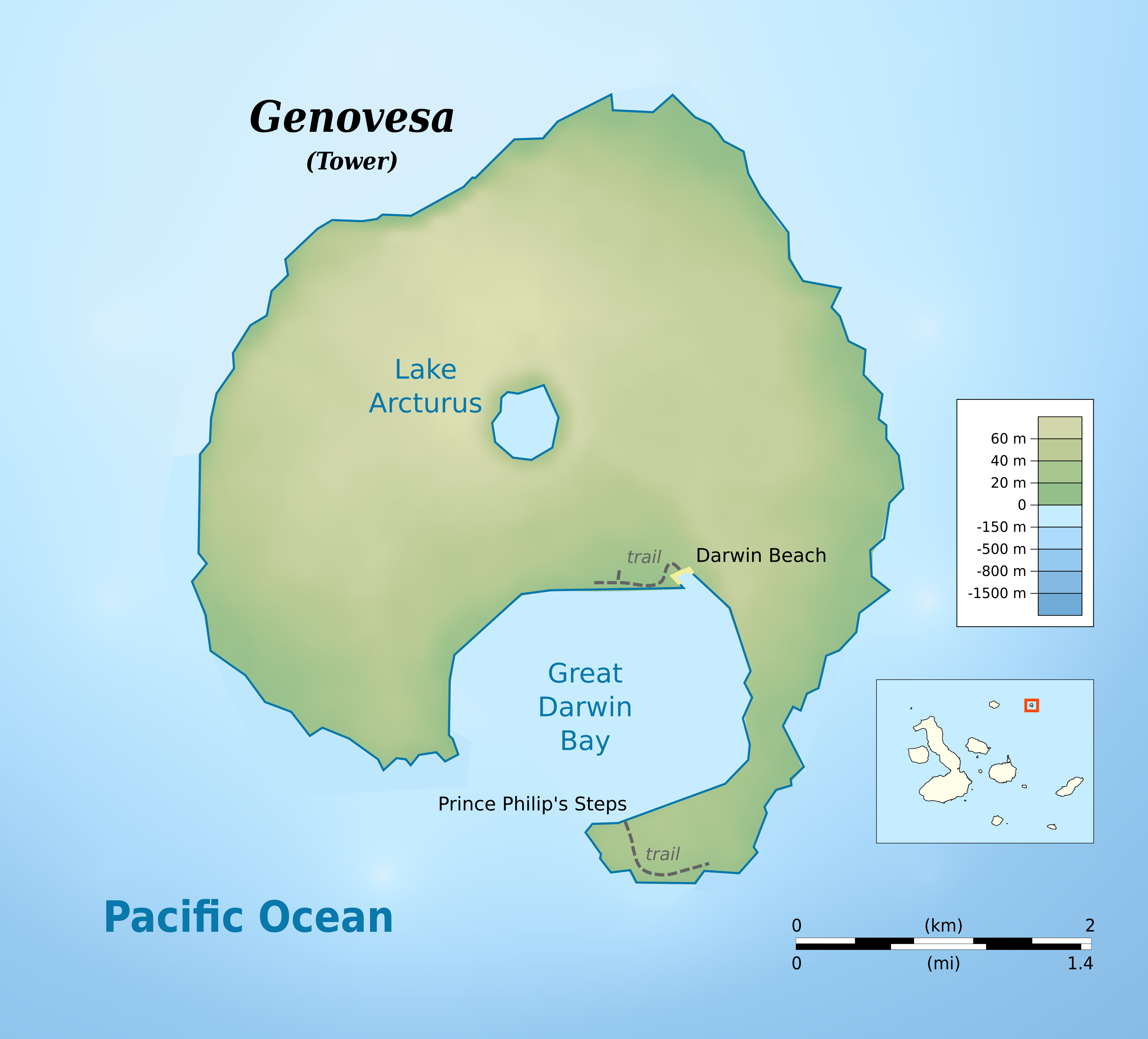
ヘノベサ島地形図

ヘノベサ島（スペイン語: Isla Genovesa、タワー島、英語: Tower Island）は、東太平洋のガラパゴス諸島にある楯状火山の1つである。諸島の北東端にあり、島の面積は14平方キロメートル、標高76メートル。馬の蹄鉄の形をした島は、南壁が崩壊した火山性のカルデラを持ち、高さ20-30メートルの崖に囲まれた巨大なダーウィン湾を形成している。塩水で満たされたアルクトゥルス湖（英: Lake Arcturus）がその中心部に位置し、このクレーター湖内の堆積物においては6,000年未満となる。歴史上の噴火はヘノベサ島では知られていないが、火山の側面には極めて新しい溶岩流がある。

## 生物
この島は「バード・アイランド」すなわちここで営巣する多数かつ多様な鳥の集団繁殖地（英: bird colony）として知られる。グンカンドリ類が多く生息し、樹上に営巣するアカアシカツオドリの最大の集団繁殖地がある。また、アオツラカツオドリの1亜種とされてきたナスカカツオドリや、アカメカモメ、ウミツバメ類、ネッタイチョウ類（アカハシネッタイチョウ）、ダーウィンフィンチ類、ガラパゴスマネシツグミ（固有亜種 M. p. bauri）を観察できる群島においても最良の場所の1つである。

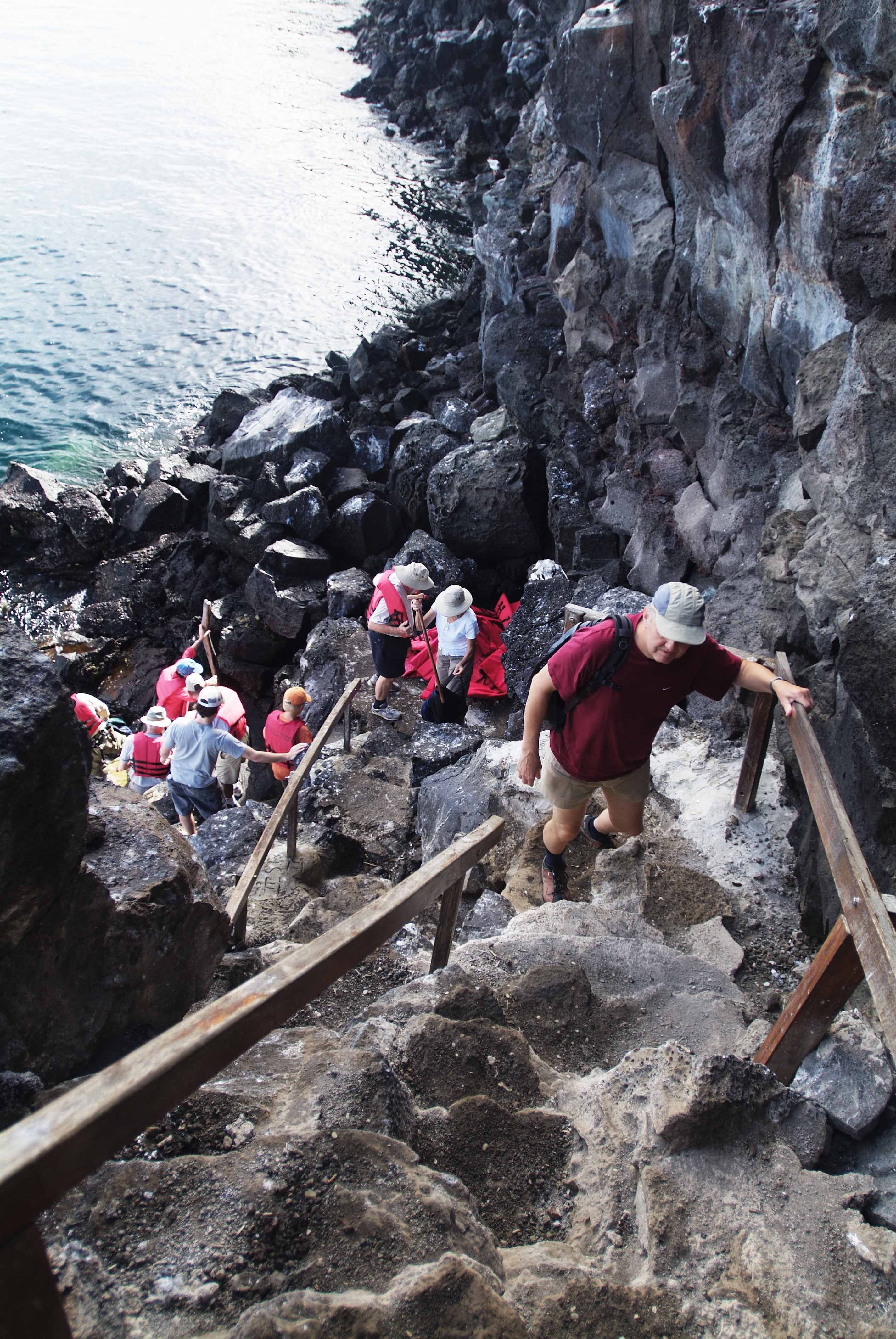
プリンス・フィリップス・ステップス

イギリスの王子の名から付けられたプリンス・フィリップス・ステップス（英: Prince Philip's Steps）は、非常に険しい隘路であり、高さ25メートルの絶壁にわたり海鳥の集団営巣地を通る。上部では、トレイル（英: Trail）が内陸に続き、細いパロサント (Bursera graveolens) 林にあるより多くの海鳥のコロニーを通過する。疎林を抜けると、岩の露出した地帯が眺望できる。ここでのウミツバメ類の1種、ガラパゴスウミツバメは他のものとは異なり、日中に飛び回り、捕食者を避けて、夜になると巣穴に戻る。
諸島で最も小形で黒みのあるウミイグアナ（固有亜種 A. c. nanus）がここに生息する。リクイグアナ類およびヨウガントカゲ類は生息しない。